# 走进新时代
《走进新时代》是中国大陆的一首“主旋律歌曲”，创作於1997年中共十五大前夕。由蒋开儒作词，印青作曲，由张也在1997年9月19日的“继往开来”庆祝十五大召开文艺晚会中首唱，採用民歌曲风。旨在歌颂以江泽民为核心的中国共产党第三代中央领导集体及中国特色社会主义现代化建设事业。

## 创作背景
1996年末期，深圳市罗湖区邀请蒋开儒为香港回归撰写共计10首的组歌，前9首很快便告完成，蒋开儒想用组歌第十首歌颂中国共产党，并为自己定下“不仅党内能唱，党外也能唱；国内能唱，国外也能唱”的标准，但两个月后仍无灵感。
1997年邓小平逝世后，曾创作《春天的故事》的蒋开儒在与友人交谈时，对“小平都走了，《春天的故事》还能唱多久”这一问题表示担忧。同年5月29日，时任中共中央总书记江泽民发表五二九讲话，明确“一定要高举邓小平建设有中国特色社会主义理论的伟大旗帜”，5月30日讲话内容发布，蒋开儒当晚在日记中写下提到《东方红》和《春天的故事》的三句词，成为《走进新时代》的雏形，但最初完稿时的题目为《中国有幸》，且因主题仍是香港回归，首句为“扫除历史尘埃，结束民族悲哀”。
1997年8月，罗湖区决定用《中国有幸》为十五大献礼，中国中央电视台领导在审核时要求将歌词改成喜庆色彩的词句。蒋开儒将歌词修改后，中央电视台又邀请当时在南京军区前线歌舞团任职的印青为新歌词谱曲，此歌曲也更名为《走进新时代》。印青在接到歌词当晚完成了第一稿，但认为宏大高亢的旋律难以适应新的党群关系，便连夜写出“对亲人倾诉般的”第二稿，写完后本以为第二稿“过于抒情，不够大气”的印青在办公室试唱后得到的反馈是“两稿都好”，其后听到办公室主任哼唱第二稿，遂决定以第二稿曲谱定稿。

## 演出场合
作为一首进入世纪之交的典型红色歌曲，曾在中国共产党党庆、中华人民共和国国庆等多个场合唱响。
- 1998年中国中央电视台春节联欢晚会
- 1999年中国中央电视台春节联欢晚会[7]
- 2008年放歌新时代——歌唱改革开放三十周年文艺晚会[8]
- 2009年首都各界庆祝中华人民共和国成立60周年大会
- 2019年庆祝中华人民共和国成立70周年大会

## 改编
- 阿农齐奥·保罗·曼托瓦尼创立的曼托瓦尼乐团将《走进新时代》改编成轻音乐演出，这也成为其第一首改编自中国音乐的乐曲。[9]
- 该曲目亦改编成京剧戏歌版本，由著名京剧表演艺术家尚长荣、李维康二人合唱。